# Kisfalud
Kisfalud è un comune di 826 abitanti situato nella contea di Győr-Moson-Sopron, nell'Ungheria nordoccidentale.